# Helmut Windisch
Helmut Windisch (* 2. April 1925 in Schöneck/Vogtl.; † 1. Mai 2011 in Weimar) war ein deutscher für den Rundfunk, das Fernsehen und verschiedene Theater der DDR tätiger Autor, Regisseur und künstlerischer Leiter.

## Leben
Helmut Windisch wurde 1925 im vogtländischen Schöneck geboren. Im Anschluss an das 1943 abgelegte Abitur wurde er zur Wehrmacht eingezogen. Das nach dem Krieg begonnene Chemiestudium musste er aus gesundheitlichen Gründen aufgeben.
Von 1946 bis 1954 war er Textilarbeiter und von 1952 bis 1955 Regieassistent, danach Regisseur an verschiedenen Bühnen. In dieser Zeit schrieb er auch Theaterstücke, Fernsehspiele und Kabaretttexte, hatte mit seinen Veröffentlichungsbemühungen allerdings keinen Erfolg. Erst 1955 wurde eine Kurzgeschichte von ihm in der Wochenpost abgedruckt. Weitere Kurzgeschichten und auch Lyrik folgten. Sein Metier fand er 1958, als der Deutsche Fernsehfunk einige Übungsexposés für brauchbar hielt und eines sogar produzierte, woraufhin er sich wieder dem dramatischen Schaffen zuwandte. 1959 übernahm er die künstlerische Leitung des Dorftheaters Triebel/Vogtl., nahe seinem Wohnort Oelsnitz/Vogtl. Für dieses schrieb er bis 1965 vier Stücke, die alle aufgrund ihrer Verwurzelung im sozialistischen dörflichen Alltagsleben ein breites Echo fanden und ihm neben Arbeiterfestspiel-Medaillen drei staatliche Verdienst-Auszeichnungen einbrachten. 1963 trat Windisch in die Sozialistische Einheitspartei Deutschlands (SED) ein.
Den ab 1960 freischaffend Tätigen hinderten Mitte der sechziger Jahre erneute gesundheitliche Probleme an der Fortsetzung seiner Inszenierungsarbeiten. Auch schriftstellerische Arbeiten waren nur noch sporadisch möglich. Mit dem Schauspiel Zeit der Störche, einer 1967 entstandenen Buchadaption, erreichte er Ende der 1960er-Jahre noch einmal eine kurze Popularität. In den durchwachsenen Rezensionen war von einer „verknappten“, aber „achtbaren“ Umsetzung der Vorlage die Rede, und davon, dass „nicht alle Fragestellungen philosophischer Natur“ gründlich behandelt worden und die gegebenen Denkanstöße „etwas papieren“ seien.
1977 zog Helmut Windisch nach Weimar um, wo er 2011 verstarb.

## Arbeiten für Hörfunk, Fernsehen und Theater
- Die Fische. Hörspiel, 1958.
- Kluge Bauern. Schauspiel, 1960.
- Die Erbschaft[2][8] (wegen des späteren gleichnamigen Fernsehspiels oft fälschlich als Erbschaft wider Willen[1][3] angegeben). Fernsehspiel, 1961.
- Die Weiberwirtschaft. Lustspiel, 1961.
- Ausgerechnet meine Tochter. Lustspiel, 1962.
- Die gute Partie. Fernsehspiel, 1963.
- Die Ausgezeichneten. Fernsehspiel, 1965.
- Bauer Bork. Schauspiel, 1966.
- Zeit der Störche. Schauspiel, 1967.
  - Gedruckt: Mit Ulf Keyn: Zeit der Störche. Frei nach Motiven des Romans von Herbert Otto (= Laientheater). Zentralhaus für Kulturarbeit der DDR, Leipzig 1969. (UA Thomas-Müntzer-Theater Eisleben und Landesbühnen Sachsen Radebeul 1969)
- Bloß keine Liebe mehr. Schauspiel, 1969.
- Die ehrsame Mathilde. Fernsehspiel, 1970.
- Unterhaltung mit der Gegenwart. Szenenfolge, 1973.
- Baden, baden und nochmals baden. Szenenfolge, 1974.
- Die Erbschaft. Fernsehspiel, 1981.
- Die Heiratsannonce. Fernsehspiel, 1985.

## Sonstiges
- Dokumente und Materialien zur Geschichte der Bezirksparteiorganisation der KPD Großthüringen 1925–[1]928 (= Beiträge zur Geschichte Thüringens). Ausgewählt und bearbeitet von Gottfried Börnert, Günther Michel-Triller und Harry Sieber unter Mitarbeit von Konrad Berger, Helmut Windisch und Waltraud Siebert. Herausgegeben von der Sozialistischen Einheitspartei Deutschlands, Bezirksleitung Erfurt, der Bezirkskommission zur Erforschung der Geschichte der örtlichen Arbeiterbewegung und dem Staatsarchiv Weimar. Erfurt 1981.

## Auszeichnungen
- 1961: Preis für künstlerisches Volksschaffen für das Leitungskollektiv des Dorftheaters Triebel im Vogtland unter Helmut Windisch[9]
- 1963: Kunstpreis des Bezirkes Karl-Marx-Stadt[1][3]
- 1963: Vaterländischer Verdienstorden in Bronze in Anerkennung hervorragender Verdienste auf kulturellem Gebiet für das Dorftheater Triebel, Bezirk Karl-Marx-Stadt[10]